# Персеверация
Персевера́ция (лат. perseveratio — настойчивость, упорство) — навязчивое повторение какой-либо фразы, деятельности, эмоции, ощущения (в зависимости от этого выделяют персеверации мышления, моторные, эмоциональные, сенсорные персеверации). Например, упорное повторение какого-либо слова, мелодии или навязчивое выполнение уже неактуальной, не приносящей успеха деятельности, модели поведения.
Кроме клинических факторов причинами возникновения могут быть также физические и психические переутомления, экстремальные ситуации. Термин ввёл К. Нейссер (1894).

## Виды персеверации (медицина)
Персеверация речи — «застревание» в сознании человека одной какой-нибудь мысли или одного несложного представления и неоднократное и монотонное их повторение в ответ, например, на вопросы, которые не имеют к первоначальным совсем никакого отношения.
Интеллектуальные персеверации — повтор стереотипных мыслительных операций, которые не ведут к цели, не решают поставленную задачу. В беседе человек вновь и вновь возвращается к вопросу, на который уже дан ответ.
Моторные персеверации — навязчивое воспроизведение одних и тех же движений или их элементов (написание букв или рисование).
Различают:
- «элементарную» моторную персеверацию, которая проявляется в многократном повторении отдельных элементов движения и возникает при поражении премоторных отделов коры мозга и нижележащих подкорковых структур;

- «системную» моторную персеверацию, которая проявляется в многократном повторении целых программ движений и возникает при поражении префронтальных отделов коры мозга;
- моторную речевую персеверацию, которая проявляется в виде многократных повторений одного и того же слога или слова в устной речи и при письме и возникает как одно из проявлений эфферентной моторной афазии — при поражении нижних отделов премоторной области коры левого полушария (у правшей).

## Примеры из художественной литературы
В рамках относительной нормы персеверация рассматривается как склонность следовать определённой модели поведения, до тех пор, пока она становится неадекватной.
Пример:

Генерал был такого рода человек, которого хотя и водили за нос (впрочем, без его ведома), но зато уже, если в голову ему западала какая-нибудь мысль, то она там была всё равно что железный гвоздь: ничем нельзя было её оттуда вытеребить. Всё, что мог сделать умный секретарь, было уничтоженье запачканного послужного списка, и на то уже он подвинул начальника не иначе, как состраданием, изобразив ему в живых красках трогательную судьбу несчастного семейства Чичикова, которого, к счастию, у него не было.— Н. Гоголь, «Мёртвые души»
Или другой пример:

Если он не ладил с кем, то не ладил на всю жизнь, не признавая необходимости приноравливаться к чьему бы то ни было характеру.— А. Дружинин, «Полинька Сакс»
Или ещё один пример:

Каждому человеку свойственно ошибаться, но только глупцу свойственно упорствовать в ошибке.— Из речей («Филиппики») римского государственного деятеля, писателя и оратора Цицерона